# Lone Jörgensen
Lone Jörgensen (* 23. April 1962 in Kopenhagen) ist eine dänische Dressurreiterin.
Im Mai 2012 belegte sie Platz 44 der Weltrangliste.

## Privates
Lone Jörgensen ist mit dem Springreiter Uli Eggers verheiratet und hat mit ihm eine Tochter. Beide lebten bis zum Jahr 2012 im baden-württembergischen Korntal-Münchingen. Seit Ende 2012 leben und arbeiten sie auf einer 6 ha großen Anlage in der Nähe von Melbourne, Australien.

## Werdegang
Als Zwölfjährige kam sie über ihre Schwester zum Reitsport.
1982 zog sie nach Deutschland um bei Springreiter Uli Eggers zu trainieren. Dort sammelte sie Erfolge bis zur Klasse S. Aufgrund der Dressurveranlagung ihres damaligen Pferdes Wrong Number, wechselte sie allerdings bald darauf ins Dressurlager.
Ihr erstes Championat für Dänemark bestritt sie bei den Europameisterschaften 1997, hier erreichte sie mit Kennedy Platz 28.
In den Jahren 2000 und 2004 war Jörgensen Teil der dänischen Olympiamannschaft. Bei den Spielen in Sydney belegte sie mit Kennedy Rang vier mit der Mannschaft und den siebenten Rang in der Einzelwertung; bei den Spielen in Athen erreichte sie mit Ludewig G Platz fünf in der Einzelwertung und den 38. Platz in der Einzelwertung.
Bei den Europameisterschaften 1999 in Arnheim gewann sie mit FBW Kennedy im Team mit Lars Petersen, Anne van Olst und Jon Pedersen Mannschaftsbronze. Diesen Erfolg konnte sie 2001 erneut mit FBW Kennedy wiederholen.
Bei den Sommer-Paralympics 2016 in Rio de Janeiro betreute Lone Jörgensen die australische Para-Dressurreiterin Emma Booth.

## Pferde (Auszug)
aktuelle:
- FBW De Vito (* 2002), brauner Württemberger-Wallach, Vater: De Niro, Muttervater: Disco-Stern, Besitzer: Monica Jörgensen

ehemalige Turnierpferde:
- Donna Asana (* 2000), DWB, Fuchsstute, Vater: Don Schufro, Muttervater: Diamant, Besitzer: Lone Jörgensen, nicht mehr im Sport.
- Ludewig G (* 1995), brauner Oldenburger-Wallach, Vater: Landfriese I, Muttervater: Ibikus, danach von Renata Rabello Costa geritten, inzwischen nicht mehr im Sport.
- FBW Kennedy (* 1989; † 2011), Württemberger Fuchswallach, Vater: Tiro, Muttervater: Karat, ab 2003 von Robert Dover geritten.[3]
- Wrong Number (später: Wempe Juwel), (* 1985), braune Stute